# Waremme
Waremme (nld. Borgworm, wa. Wareme) – miasto w Belgii, w Regionie Walońskim, w prowincji Liège, siedziba administracyjna okręgu Waremme. 1 stycznia 2024 roku liczyło 15 489 mieszkańców. Leży nad rzeką Geer. Gospodarka opiera się na uprawie zbóż i buraków cukrowych, oraz na przemyśle spożywczym.  

## Historia
Kilka znalezisk odkrytych w pobliżu Waremme zawiera pozostałości z czasów neolitycznych i epoki brązu. W pobliżu znajdowały się kurhany i rzymskie wille.
Średniowieczna wioska Waremme została wymieniona po raz pierwszy w 965 r. W dniu 5 lutego 1078 Waremme zostało przekazane biskupstwu Liège wraz z zamkiem, pięcioma młynami i sześcioma tawernami.
Przed 1215, wieś urosła do wielkości miasta. Jej położenie w pobliżu granicy księstwa Brabancji doprowadziło do kilku najazdów ze strony księstwa, co spowodowało co najmniej kilkukrotne spalenie i odbudowę miejscowości. W XIV wieku zbudowano rynek i szpital. Waremme powoli zaczęło stawać się ważnym ośrodkiem regionalnym.
Podczas podboju biskupstwa Liège przez Karola Śmiałego miasto zostało spalone po raz kolejny. W XVI wieku miasto stało się jednym z 21 głównych miast biskupstwa Liège. W 1748 roku kwartał miasta został spalony przez pożar, tym razem przypadkowo. W 1792 roku francuskie wojska rewolucyjne weszły do miasta i zamknęły klasztory. Trzy lata później biskupstwo Liège rozpadło się, a miasto stało się francuskie.
I wojna światowa nie przyniosła żadnych zniszczeń lecz II wojna światowa była o wiele gorsza. Połowa miasta została zniszczona przez naloty bombowe kilka dni przed dniem wyzwolenia.

## Podział administracyjny
W skład gminy wchodzi siedem dzielnic (section):
- Bettincourt (Bettenhoven)
- Bleret
- Boëlhe
- Bovenistier
- Grand-Axhe
- Lantremange
- Oleye (Liek)

## Współpraca
Miejscowości partnerskie:
- Gallinaro, Włochy
- Gérardmer, Francja
- Skopje, Macedonia Północna